# Dayton, New York
Dayton är en kommun (town) i Cattaraugus County i delstaten New York. Vid 2020 års folkräkning hade Dayton 1 689 invånare.